# Abies chensiensis
Abies chensiensis é uma espécie de conífera da família Pinaceae.
Pode ser encontrada nos seguintes países:  China e Índia.